# کاودوس
کاودوس (به لهستانی:  Kałdus) یک روستا در لهستان است که در گمینا خومنو واقع شده‌است. کاودوس  ۲۳۰ نفر جمعیت دارد.